# Henry Hiatt
Henry Hiatt (ur. w 1868 w Marylebone, zm. 30 października 1933 w Stamford) – brytyjski gimnastyk, olimpijczyk.
Hiatt wziął udział w Igrzyskach Olimpijskich w Paryżu w 1900 r. Wystartował w konkurencji gimnastycznej. Zawody odbyły się w dniach 29–30 lipca 1900 r. Hiatt uzyskał wynik – 172 punkty i zajął 124. miejsce.
Był nauczycielem, sędzią i propagatorem gimnastyki. W 1915 opublikował kiążkę Manual of Self-Physical Training for Home Use.